# 我們的太陽
《我們的太陽》是一款由Konami Computer Entertainment Japan公司制作、科乐美发行的动作冒险游戏。本游戏最初于2003年7月17日在日本地区Game Boy Advance发行。
《我们的太阳》的一个特点是，玩家在游戏之前需要设置时间和时区。游戏可以决定游戏中时间是否为白天。这个可以模拟游戏中太阳所处的位置。阳光可以影响主角周围的世界。一个较好的例子就是太阳树。同時本作也承接《潛龍諜影》系列的動作隱蔽類遊戲玩法。
本游戏收到正面评价。在日本地区，《Fami通》给予本游戏36/40的分数。